# Tønsberg Vikings
Tønsberg Vikings – norweski klub hokejowy z siedzibą w Tønsbergu.